# Lauro Amadò
Lauro Amadò (Lugano, 1912. március 3. – Lugano, 1971. június 6.), becenevén Lajo, svájci labdarúgócsatár, edző.